# Epiphanny Prince
Epiphanny Prince, née le 11 janvier 1988 à New York, est une joueuse américaine professionnelle de basket-ball. En Russie, elle est nommée Epifaniya Prints.

## Biographie
Au lycée de Murry Bergtraum, elle marque 113 points dans une rencontre en 2006, surpassant ainsi le record de Cheryl Miller. Elle est sélectionnée pour le Women's Basketball Coaches Association All-America Game et le McDonald’s High School All-America Game.
En juin 2009, elle quitte Rutgers après seulement trois années universitaires pour rejoindre le club turc de Botaş Spor, pour une moyenne de 19,1 points par rencontre aux côtés de sa future coéquipière au Sky Courtney Paris. Elle quitte Rutgers avec 1 552 points marqués et 260 interceptions soit la neuvième et la sixième performance historique des Scarlet Knights. Lors de cette troisième saison, où les joueurs sont dits « junior » dans le vocabulaire universitaire américain, ses moyennes sont de 19,5 points, 2,8 passes et 2,6 interceptions. En 2007, les Scarlet Knights remportent le tournoi de la Big East Conference, mais sont éliminés dans le tournoi final par les Lady Vols de Tennessee. L'année suivante, l'équipe atteint le Elite Eight, mais est surclassée par les Huskies du Connecticut. En 2009, Purdue les élimine lors du Sweet Sixteen. 
Sa décision de terminer son cursus universitaire après la troisième année détonne un peu dans le monde du basket-ball féminin américain : les départs anticipés de NCAA sont rares chez les féminines, notamment en raison de leur non-éligibilité à la draft avant 22 ans ou l'obtention de leur diplôme. Si Candace Parker a éludé son année senior, elle est néanmoins déjà diplômée. En 2001, Schuye LaRue quitte la NCAA après son année sophomore - deuxième année - et ne se présente à la draft qu'en 2003.
En 2010, elle est draftée au quatrième tour par le Sky de Chicago. Ses bons débuts la font sélectionner parmi les cinq meilleures débutantes de la All-Rookie Team.
À l'intersaison, elle évolue en Russie au Spartak Moscou sous le nom d'Epifaniya Prints, puis en fin de saison en Turquie avec Galatasaray. 
En 2011, son rôle au sein de la franchise est accru après le transfert de Jia Perkins. Ses statistiques en forte hausse lui valent d'être sélectionnée pour la première fois au All-Star Game. En 2012, elle réussit trois rencontres consécutives à plus de 30 points et, bien que son équipe manque de nouveau les plays-offs, son contrat est prolongé avec le Sky. En 2013, elle connaît pour la première fois les play-offs avec le Sky, renforcé par la rookie Elena Delle Donne. 
En février 2015, elle est échangée avec Cappie Pondexter et envoyée au Liberty de New York. Le 17 août, elle est nommée meilleure joueuse de la semaine (pour la troisième fois de sa carrière mais la première avec Chicago) pour la conférence Est qui voit le Liberty, leader de sa conférence remporter deux victoires en trois rencontres. Durant cette semaine, elle est la troisième meilleure marqueuse à l'Est avec 18,0 points par rencontre pour une adresse de 48,8 %, septième aux passes décisives (4,3), et seconde aux interceptions (3,33 de moyenne avec un record en carrière égalé à six). Pour la dernière semaine d'août, elle remporte de nouveau la récompense de joueuse de la semaine après deux victoires convaincantes face au Lynx du Minnesota et au Sun du Connecticut. Sur cette période, elle est meilleur marqueuse de la conférence (20,0 points), seconde aux interceptions (2,0), quatrième à égalité à l'adresse aux tirs (58,6 %). Elle est très logiquement sacrée meilleure joueuse du mois d'août 2015, pour la première fois de sa carrière, période sur laquelle le Sky obtient un bilan de 8 victoires pour seulement deux défaites avec notamment 30 points et cinq passes décisives lors d'une victoire de Chicago 77 à 63. Elle conclut la saison régulière sur une moyenne de points identique à ses deux années précédentes (15,0) mais avec une adresse nettement supérieure de 46,7 %, sa nouvelle meilleure performance en carrière.
Blessé en novembre 2016 avec le club du Dynamo Koursk, elle manque l'essentiel de la saison régulière 2016 et effectue son retour avec le Liberty le 25 août.
Pour 2017-2018, elle joue en Russie avec le Dynamo Koursk.

## Équipe nationale
En 2010, elle entreprend des démarches pour acquérir la nationalité russe afin de pouvoir participer aux Jeux olympiques de Londres.
En 2013, elle quitte le Sky le 4 juin après trois rencontres pour disputer le Championnat d'Europe 2013, ce qui la prive de huit rencontres de saison régulière WNBA.
Elle dispute le Championnat d'Europe de basket-ball féminin 2015 réussissant notamment 31 points en quarts de finale face à la France. Cependant ne parlant pas le russe et certaines joueuses russes comme Maria Vadeïeva ne pratiquant pas l'anglais, la communication est parfois difficile dans l'équipe. Ainsi, sur le terrain, Prince est parfois exposée à des écrans que ses partenaires ne peuvent lui signaler.

## Palmarès
- Championne de la Big East 2007
- Championne WNBA 2020[22]

## Distinctions personnelles

### WNBA
- Sélectionnée au All-Star Game WNBA 2011[12] et 2013
- WNBA All-Rookie Team 2010 [23]
- Second meilleur cinq de la WNBA : 2015[24]

### NCAA
- Big East Forst Team (2008, 2009)[7]
- All-America Third Team en 2009[7]

### High school
- The Daily News Player of the Year (2004)
- Student Sports Sophomore of the Year (2004)
- USA Today All-USA Second Team (2006)
- Parade Magazine All-American Second Team (2005) et First Team (2006)
- Street & Smith’s All-American First Team (2006), First Team (2005)